# Cyathea glaziovii
Cyathea glaziovii är en ormbunkeart som beskrevs av Karel Domin. Cyathea glaziovii ingår i släktet Cyathea och familjen Cyatheaceae. Inga underarter finns listade.